# Jiang Ranxin
Jiang Ranxin (chiń. 姜冉馨; ur. 2 maja 2000) – chińska strzelczyni specjalizująca się w strzelaniu z pistoletu, złota i brązowa medalistka olimpijska z Tokio, dwukrotna mistrzyni świata, trzykrotna medalistka mistrzostw Azji.

## Przebieg kariery
W 2016 wystartowała w mistrzostwach Azji w strzelaniu z 10 m w Teheranie, tam okazała się młodzieżową mistrzynią kontynentu w konkurencji p. pneumatyczny 10 m. W 2018 otrzymała złoty medal mistrzostw Azji w strzelaniu z 10 m w konkurencji p. pneumatyczny 10 m zarówno indywidualnie, jak i w mikście.
Była uczestniczką mistrzostw świata w Changwon, w czasie tej imprezy sportowej zawodniczka brała udział w czterech konkurencjach. Indywidualnie w konkurencji p. pneumatyczny 10 m zajęła 5. pozycję, natomiast w konkurencji p. sportowy 25 m zajęła 11. pozycję. Drużynowo zaś wystąpiła w konkurencji strzelania z pistoletu z odległości 10 i 25 m – w obu tych konkurencjach wywalczyła złoty medal.
W 2019 została brązową medalistką mistrzostw Azji w konkurencji p. pneumatyczny 10 m.
Reprezentowała swój kraj podczas letnich igrzysk olimpijskich w Tokio. Zawodniczka przystąpiła do dwóch konkurencji strzeleckich, obu w strzelaniu z pistoletu pneumatycznego z 10 m. Indywidualnie uzyskała w eliminacjach 587 pkt i wyrównała tym samym rekord świata kwalifikacji, natomiast w finale zdobyła 218 pkt – ten wynik dał jej brązowy medal w tej konkurencji. Do rywalizacji drużyn mieszanych zaś przystąpiła z Pang Wei w parze i w finałowym meczu o złoty medal pokonali wynikiem 16:14 reprezentantów Rosyjskiego Komitetu Olimpijskiego Witalinę Bacaraszkinę i Artioma Czernousowa.